# Cantó de Concas d'Orbièl

Cantó de Concas d'Orbièl

El cantó de Concas d'Orbièl és un cantó francès el departament de l'Aude, a la regió d'Occitània. S'inclou al districte de Carcassona, té 10 municipis i el cap cantonal és Concas d'Orbièl.

## Municipis
- Banhòlas
- Concas d'Orbièl
- Limosins
- Malvas
- Salèlas Cabardés
- Vilalièr
- Vilarzèl Cabardés
- Vilagalhenc
- Vilaglin
- Vilamostausson